# La Di Da Di
La Di Da Di é uma canção de rap lançada por Doug E. Fresh o beatboxer, e MC Ricky D  que mais tarde assinaria como Slick Rick. Foi originalmente lançado em 1985 como o Lado B de "The Show". Desde então o single é considerado como um clássico hip hop. A canção teve seu sample usado em outras diversas canções de rap modernas, e também recebido referências em inúmeras outras canções hip hop desde o seu lançamento, como no single Hypnotize do rapper The Notorious B.I.G..

## Desempenho nas paradas
| Paradas (1985)                              | Melhor posição |
| ------------------------------------------- | -------------- |
| Estados Unidos (Billboard Dance Club Songs) | 3              |

## Lodi Dodi
A regravação mais famosa é a canção Lodi Dodi feita pelo rapper estadunidense Snoop Doggy Dogg de 1993, para seu álbum de estreia Doggystyle. Essa versão usa versos da original e adicionais criados pelo próprio Snoop Doggy Dogg, juntamente com Hachidai Nakamura e Ei Rokusuke, e tendo a produção de Dr. Dre.

### Desempenho nas paradas
| Paradas (1994)                             | Melhor posição |
| ------------------------------------------ | -------------- |
| Estados Unidos (Billboard Hot 100 Airplay) | 63             |
| Estados Unidos (Billboard Rhythmic)        | 34             |

## Outros versos e menções
A canção teve amostras musicais usadas em diversas canções de rapper celebres ao longo do tempo, entre eles estão:
- The Notorious B.I.G.
- DJ Jazzy Jeff & The Fresh Prince
- Robbie Williams
- Ludacris
- 2Pac
- N.W.A
- Eminem
- Redfoo
- PSY
- E-40
- 50 Cent
- Jermaine Dupri
- Beyoncé Knowles
- Mariah Carey